# Mitologia babilonese
La mitologia babilonese (o mitologia assiro-babilonese) fa parte della mitologia mesopotamica ed è il complesso delle credenze religiose e dei miti dei popoli babilonese ed assiro.
Il canone babilonese è in gran parte derivato dalla mitologia sumera ed alcuni testi cuneiformi babilonesi sono traduzioni in accadico di antecedenti testi sumerici. Come avvenne per le interpolazioni tra la mitologia greca e quella romana, molte divinità sumere furono riprese e rinominate dai Babilonesi, come nel caso di Inanna/Ištar e Dumuzi/Tammuz, gli furono dati nuovi attributi, in modo da soddisfare le esigenze della nuova popolazione dominante.
Comunque, al di là delle indubbie similitudini con quella sumera, alla mitologia babilonese appartengono divinità e miti propri di quella cultura, come il dio Marduk, patrono della città di Babilonia, ed il poema della creazione, l'Enūma eliš.

## Mito della creazione
Enūma eliš, il poema della creazione scritto presumibilmente intorno al II millennio a.C., era un testo sacro recitato durante le festività babilonesi, il cui nucleo principale era costituito da una cosmogonia, una teogonia, dalla glorificazione del dio Marduk, con l'enumerazione dei suoi 50 nomi e relativi attributi. Prima che il cielo e terra ricevessero i loro nomi, cioè prima della loro creazione, le acque primordiali erano mischiate fra loro. Da questa fonte creatrice nascono tre generazioni di divinità, fino ad Ea e Anu.
Damkina dà alla luce Marduk, il cui vigore insidia Tiāmat, la sposa di Apsû. Tiamat, spinta da altre divinità, vuole combattere contro Marduk e, perciò, chiama a sé una schiera di mostri e serpenti comandati dal figlio Kingu. Quando i poteri magici di Ea non riescono a prevalere, questi chiede l'aiuto di Marduk che, in cambio, chiede il comando supremo sugli dei. La richiesta viene accettata e Marduk ottiene armi potentissime, tra cui i sette venti. Il dio scatena allora una tempesta nella quale imprigiona Tiamat, immobilizzandola nella sua rete per mezzo dei venti. Infine, circonda l'esercito nemico e cattura Kingu a cui sottrae le Tavole del Destino.
Marduk taglia quindi a metà il corpo di Tiamat: la parte superiore diventa la volte celeste con stelle e pianeti, e quella inferiore diviene la Terra, e il Tigri e l'Eufrate fluiscono dalle sue orbite. Inoltre la coda annodata della dea serve a evitare che le acque dell'Apsû inondino la Terra e colonne possenti sono innalzate per dividere la Terra e il Cielo.
Le Tavole del Destino vengono date ad Anu da Marduk in persona affinché le tenga al sicuro. Marduk è eletto capo supremo dagli dei in consesso. Kingu viene accusato della rivolta e per questo viene giustiziato. Ea mischia il sangue di Kingu all'argilla, creando così l'uomo, il quale dovrà lavorare per gli dei supremi, sostituendo il compito precedentemente posto sulle spalle degli dei minori. Viene consacrato un santuario a Marduk, che egli chiama Babilonia, poi tutti gli dei si riuniscono per festeggiare. Il testo continua con l'esaltazione di Marduk.

## Divinità babilonesi

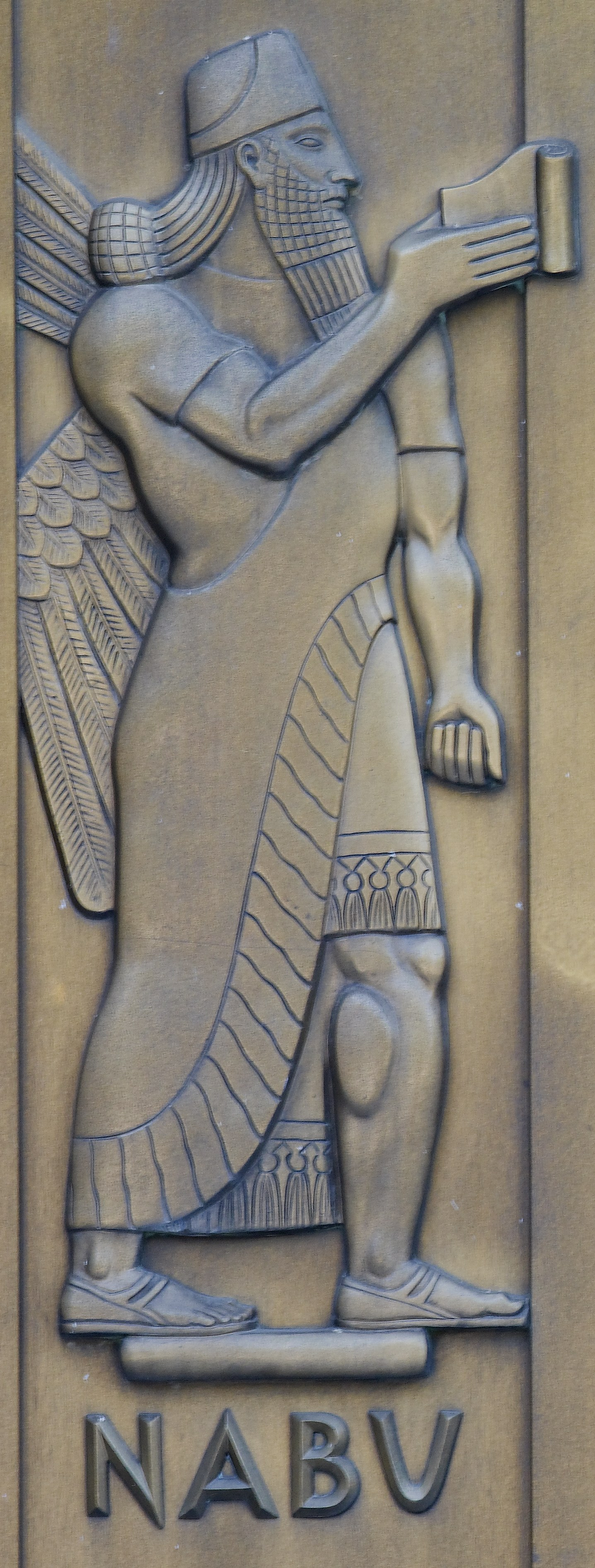
Nabu, dio della sapienza e della cultura, uno dei tanti dei nel Pantheon politeistico babilonese

Secondo la New Larousse Encyclopedia of Mythology  (a cura di Robert Graves), il pantheon degli dei babilonesi era molto vasto, fra di essi i più importanti erano:
- Marduk (Bel), il principale dio adorato nella città - impero, identificato dal simbolo del drago, in alcune traduzioni della Bibbia chiamato anche Merodac o Merodak (Ger 50, 2[2]).
- Ea: dio delle acque. Padre di Marduk.
- Assur: dio guerriero e della fertilità.
- Ishtar dea dell'amore e della guerra, la prostituzione sacra faceva parte del suo culto.
- Anu: dio supremo, signore dei cieli; padre di Ishtar.
- Enlil (Bel): signore dell'aria.
- Šamaš: dio solare della luce e della giustizia.
- Sin: dio-luna, componente della triade insieme a Shamash e Ishtar.
- Tammuz (Dumuzi): dio della fertilità. Amante di Ishtar.

Ma vi erano molti altri dei e dee. Il dio Nabu, per esempio, identificato col pianeta Mercurio, era ritenuto figlio di Marduk e Sarpanitu. Nebo era il dio della sapienza e della cultura, "il dio che possiede intelligenza", "colui che ode da lungi", "che ammaestra", "signore dello stilo per scrivere".
Un altro dio, un demone infernale e violento, era Nergal. Gli antichi babilonesi credevano che l'oltretomba o il "paese da cui non c'è ritorno" fosse governato da questo dio, una divinità detta anche "colui che arde".
«Le ricerche degli scrittori moderni [...] considerano uniformemente Babilonia e l'Assiria come la culla dell'antico paganesimo».
Un'opera infatti asserisce che «Oltre alla loro depravazione, i Babilonesi furono il popolo più religioso dell'antichità» e che la loro religione influenzò anche i paesi limitrofi: «Era da Babilonia che gli Assiri avevano portato la loro religione [...]. I loro dèi erano gli dèi di Babilonia».

## Credenze religiose

Sole, luna e stelle erano simboli religiosi e di devozione. Questa stella era il simbolo della dea Ishtar

I babilonesi credevano nella immortalità dell'anima,. Credevano in un inferno di fuoco descrivendo l'«aldilà […] come un luogo pieno di orrori, […] dominato da dèi e demoni molto potenti e truci» e «voragini di fuoco» riservate appunto ai «dannati nell'aldilà»
I babilonesi usavano croci come simboli di devozione religiosa ed immagini che ritenevano sacre nella loro adorazione. Un'opera infatti dice: "[Nella religione mesopotamica] l'immagine aveva un ruolo determinante nel culto pubblico e privato, come si desume dall'ampia diffusione di riproduzioni dozzinali di tali immagini. Fondamentalmente si riteneva che la divinità fosse presente nell'immagine se questa aveva determinate caratteristiche e addobbi e se era trattata con la debita cura".
A Babilonia si festeggiava inoltre il Capodanno, l'Akitu, del quale possediamo la più antica descrizione nota di una festa di Capodanno. Le tavolette d’argilla che descrivono la festa di Capodanno parlano di «un programma di cerimonie celebrate a Babilonia sin dai remoti giorni del secondo millennio a.C.».. Avevano inoltre una classe clericale ben divisa: «La distinzione fra sacerdote e laico è caratteristica di questa religione»..